# Médréac
Médréac est une commune française peuplée de 1 845 habitants située dans l’arrondissement de Rennes, dans le département d'Ille-et-Vilaine en région Bretagne. La ville se situe en Haute-Bretagne — partie orientale de la Bretagne. Elle se trouve à 387 km de Paris, 40 km de Rennes, 27 km de Dinan et 60 km de Saint-Malo.

## Géographie

### Localisation
Le village est situé dans l'ouest de la France, à l'ouest du département d'Ille-et-Vilaine, sur l'axe de communication entre le bassin parisien et l'océan Atlantique. Selon la géographie des régions naturelles de France, Médréac se trouve dans le pays de Saint-Malo.
Il est distant de 60 km de Saint-Malo, 86 km de Fougères et 99 km de Redon, sous-préfectures d'Ille-et-Vilaine ; de 40 km de Rennes, capitale régionale ; de 387 km de Paris.
Médréac se trouve à 45 km de la Manche (Beaussais-sur-Mer) et 100 km de l'océan Atlantique (Vannes).
Avec une superficie de 35,02 km2, Médréac est la 3e commune la plus étendue de la communauté de communes de Saint-Méen Montauban (sur 17) et la 47e d'Ille-et-Vilaine (sur 333).

### Communes limitrophes
| Guitté Côtes-d'Armor              | Guitté Côtes-d'Armor  | Plouasne Côtes-d'Armor |
| La Chapelle-Blanche Côtes-d'Armor | Médréac               | Saint-Pern             |
| Quédillac                         | Montauban-de-Bretagne | Landujan               |

### Hydrographie
Médréac fait partie du bassin Loire-Bretagne qui est géré par le comité de bassin Loire Bretagne.
Médréac possède une rivière au nord de la commune, le Néal. Celui-ci sert de limite entre Médréac et Plouasne et par la même occasion entre l'Ille-et-Vilaine et les Côtes-d'Armor. Il est alimenté par les ruisseaux du Saint-M'Hervon et du Moulin Bouvet.
Les cours d’eau inventoriés sur l’ensemble du territoire communal atteignent un linéaire de 36,7 km. Les autres écoulements recensés et ne présentant pas les caractéristiques de cours d’eau représentent un linéaire total de 14,13 km. Il s’agit soit d’écoulement situés en tête de talwegs, soit  d’écoulements secondaires et transverses le long des parcelles. Au total, tous ces écoulements  recensés atteignant donc un linéaire de 50,83 km.
On compte ensuite 45 plans d’eau ou mares totalisant environ 7 ha. Et il y a enfin des zones humides qui représentent 193 ha si l'on inclut mares et plans d'eau.
Toutes ces zones totalisées font 193 ha, soit 12 % de la commune,.

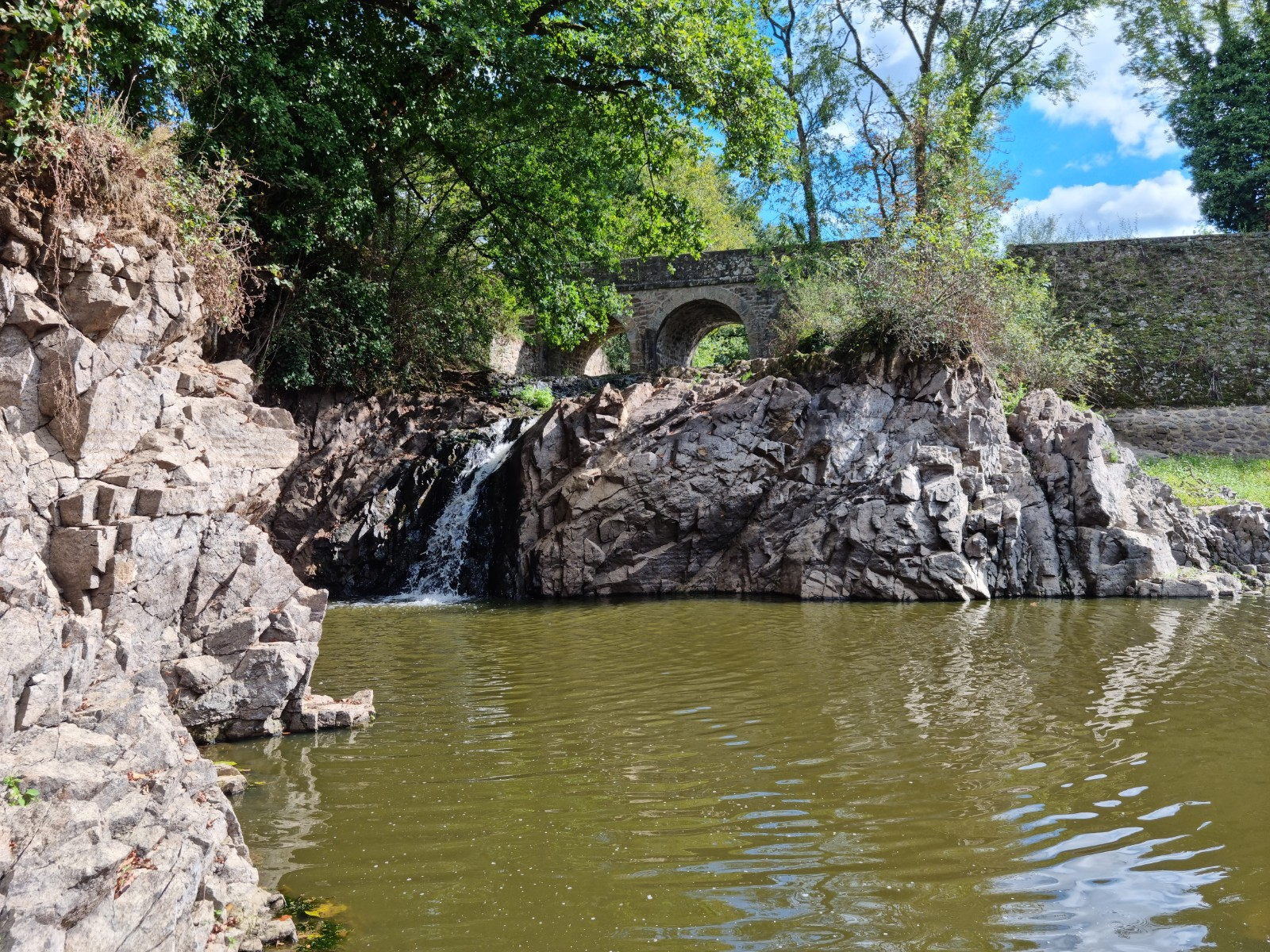
La cascade du Néal
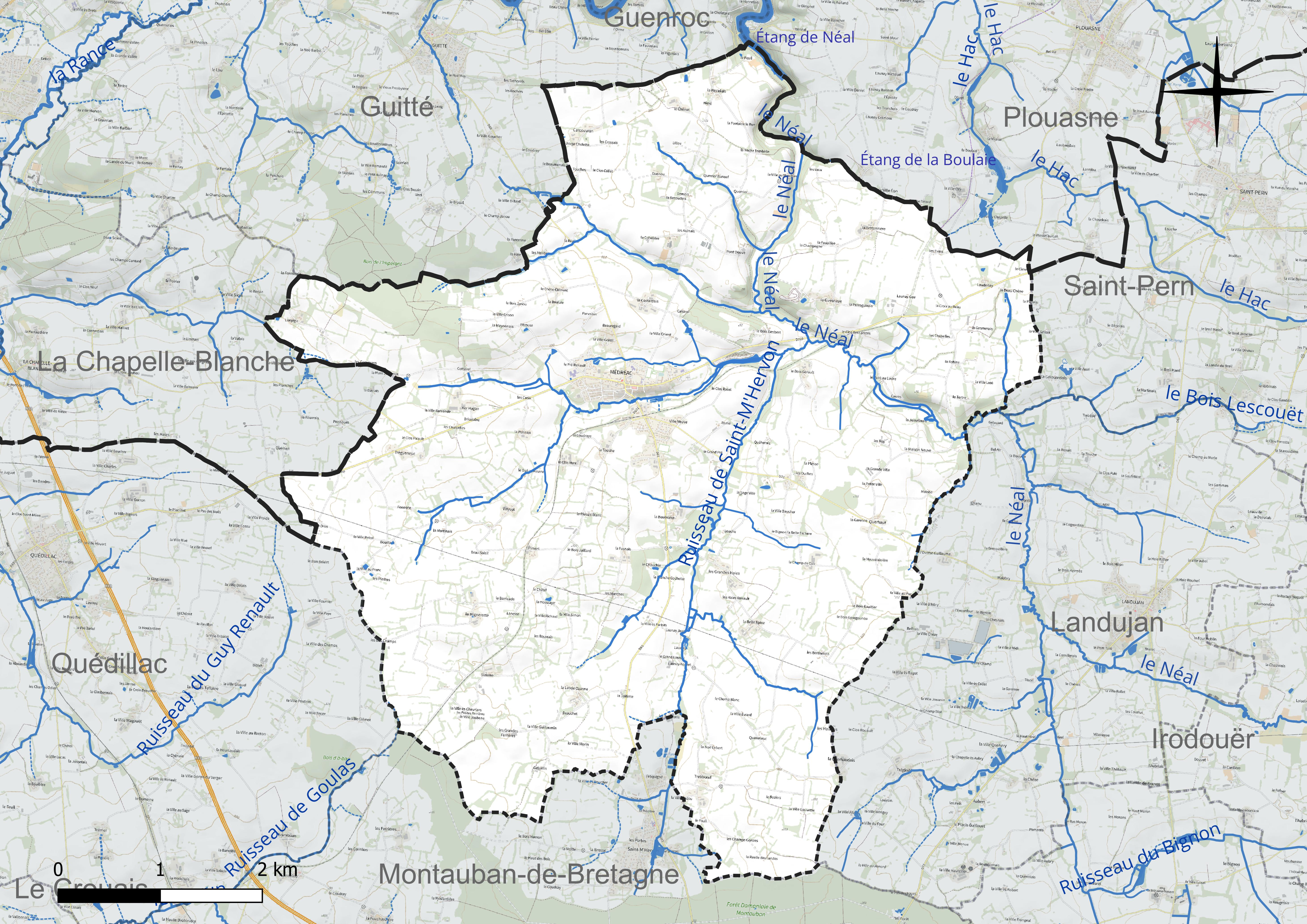
Réseau hydrographique de Médréac[Note 2].

### Climat
Pour des articles plus généraux, voir Climat de la Bretagne et Climat d'Ille-et-Vilaine.
En 2010, le climat de la commune est de type climat océanique altéré, selon une étude du CNRS s'appuyant sur une série de données couvrant la période 1971-2000. En 2020, Météo-France publie une typologie des climats de la France métropolitaine dans laquelle la commune est exposée à un climat océanique et est dans la région climatique  Bretagne orientale et méridionale, Pays nantais, Vendée, caractérisée par une faible pluviométrie en été et une bonne insolation. Parallèlement l'observatoire de l'environnement en Bretagne publie en 2020 un zonage climatique de la région Bretagne, s'appuyant sur des données de Météo-France de 2009. La commune est, selon ce zonage, dans la zone « Intérieur Est », avec des hivers frais, des étés chauds et des pluies modérées.
Pour la période 1971-2000, la température annuelle moyenne est de 11,3 °C, avec une amplitude thermique annuelle de 12,4 °C. Le cumul annuel moyen de précipitations est de 762 mm, avec 12,8 jours de précipitations en janvier et 6,8 jours en juillet. Pour la période 1991-2020, la température moyenne annuelle observée sur la station météorologique la plus proche, située sur la commune du Quiou à 10 km à vol d'oiseau, est de 11,6 °C et le cumul annuel moyen de précipitations est de 757,4 mm,. Pour l'avenir, les paramètres climatiques de la commune estimés pour 2050 selon différents scénarios d'émission de gaz à effet de serre sont consultables sur un site dédié publié par Météo-France en novembre 2022.

## Urbanisme

### Typologie
Au 1er janvier 2024, Médréac est catégorisée bourg rural, selon la nouvelle grille communale de densité à sept niveaux définie par l'Insee en 2022.
Elle est située hors unité urbaine. Par ailleurs la commune fait partie de l'aire d'attraction de Rennes, dont elle est une commune de la couronne,. Cette aire, qui regroupe 183 communes, est catégorisée dans les aires de 700 000 habitants ou plus (hors Paris),.

### Occupation des sols
L'occupation des sols de la commune, telle qu'elle ressort de la base de données européenne d’occupation biophysique des sols Corine Land Cover (CLC), est marquée par l'importance des territoires agricoles (94,2 % en 2018), une proportion sensiblement équivalente à celle de 1990 (94,4 %). La répartition détaillée en 2018 est la suivante : 
zones agricoles hétérogènes (50,4 %), terres arables (40,1 %), prairies (3,7 %), forêts (3,7 %), zones urbanisées (2 %). L'évolution de l’occupation des sols de la commune et de ses infrastructures peut être observée sur les différentes représentations cartographiques du territoire : la carte de Cassini (XVIIIe siècle), la carte d'état-major (1820-1866) et les cartes ou photos aériennes de l'IGN pour la période actuelle (1950 à aujourd'hui).

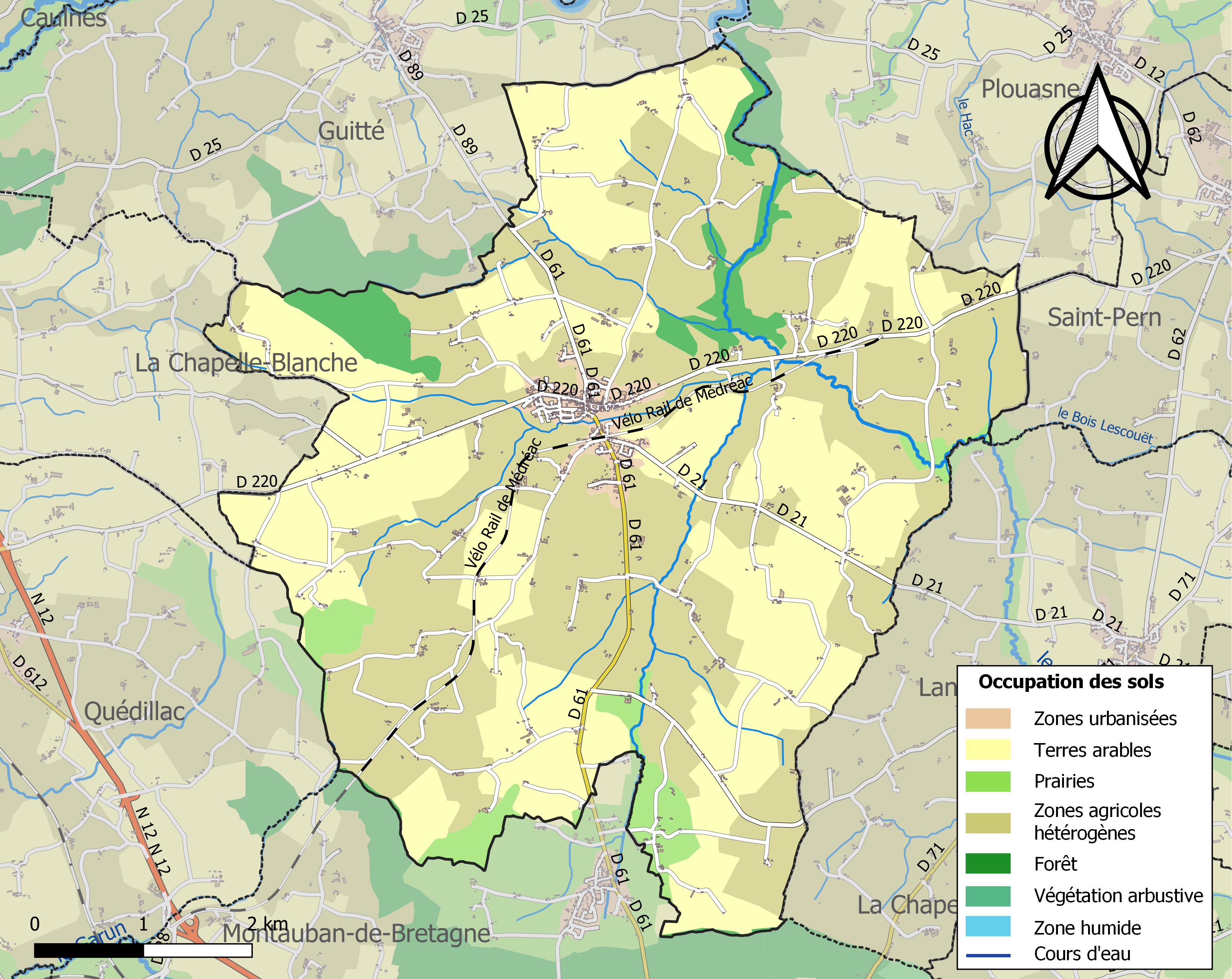
Carte des infrastructures et de l'occupation des sols de la commune en 2018 (CLC).

### Lieux-dits et écarts
Médréac possède 195 hameaux.
| Beau Soleil         | La Bretonnière              | La Mauvaisinière          | La Ville aux Rolands  | Le Bois Gaultier       | Le Pont Brillant   | Les Vaux               |
| Beauchez            | La Champagne                | La Mignerette             | La Ville Beaucher     | Le Bois Gérault        | Le Pré Renault     | Lillou                 |
| Beauregard          | La Chesnais                 | La Motte                  | La Ville Dros         | Le Bois Gesbert        | Le Préez           | Louche                 |
| Bellevue            | La Cohelière                | La Noë Lebert             | La Ville Eon          | Le Bois Gesbert du Bas | Le Pré Torel       | Malnoë                 |
| Bouillant           | La Coudraye                 | La Perroquinais           | La Ville Evrard       | Le Bois Jaillard       | Le Recoudet        | Moulin du Bois Gesbert |
| Briselaine          | La Croix au Beau            | La Petite Ferrière        | La Ville Gautrin      | Le Bois Janou          | Le Rotouer         | Parvoisin              |
| Caharel             | La Fontaine Le Run          | La Petite Ville           | La Ville Gentille     | Le Carrefour           | Le Rouvray         | Pérouse                |
| Carcouvran          | La Forge Cholette           | La Planche Cauchette      | La Ville Grison       | Le Champ Blanc         | Le Tertre          | Pinvert                |
| Casros              | La Fouaillée                | La Plesse                 | La Ville Guillaumin   | Le Champ Renard        | Les Bas Champs     | Poudouvre              |
| Champ de Cuir       | La Frenais                  | La Porte de la Costardais | La Ville Joubeaux     | Le Chatel              | Les Berthelots     | Quéhernic              |
| Clos Huré           | La Garenne                  | La Querhaudais            | La Ville Ramandé      | Le Chauchix            | Les Champs Gorrons | Quéhugan               |
| Coterel             | La Gesmeraye                | La Rabine                 | La Ville L'Hôtel      | Le Chêne Clément       | Les Chapelles      | Quéneleuc              |
| Demois              | La Gesnuaye                 | La Ragotière              | La Ville Louvette     | Le Chêne Corbin        | Les Clos Neufs     | Querhault              |
| Foësne              | La Grand Ville              | La Réauté                 | La Ville Morin        | Le Chénot              | Les Communs        | Quérier                |
| Gasselin            | La Grande Bouexière         | La Reculais               | La Ville Neuve        | Le Cimetière Anger     | Les Courselles     | Quérier Bunouf         |
| Geslouard           | La Grande Ferrière          | La Reculais du Bas        | La Ville Orient       | Le Clos Collet         | Les Courtues       | Romé                   |
| Guenou              | La Houssais                 | La Renaissance            | La Ville Ratel        | Le Clos des Landes     | Les Crossais       | Siaume                 |
| Havouye             | La Haute Fusnais            | La Roche Tambelle         | La Ville Richard      | Le Clos Ferrier        | Les Evais          | Trégeuneuc             |
| Himé                | La Mayonnais (ou Magnonais) | La Ruelle des Landes      | La Ville Simon        | Le Clos Picault        | Les Grandes Hayes  | Trélibeuf              |
| L'Homme Têtard      | La Haute Potinais           | La Sage Ville             | Lanesse               | Le Clos Rosel          | Les Grands Aulnais | Ville Robel            |
| L'Hyvet             | La Haute Martinais          | La Touche                 | Lanjégu               | Le Feuil               | Les Hayes Renault  |                        |
| La Barricade        | La Jaillette                | La Vieux Ville            | Laudenaye             | Le Fouil               | Les Lohits         | *La Basse Potinais     |
| La Basse Bouexière  | La Josselinais              | La Ville au Franc         | Launay Jean           | Le Grand Launay        | Les Marches        |                        |
| La Basse-Cour       | La Lande du Tertre          | La Ville au Marchand      | Launay Robert         | Le Grand Pré           | Les Mordais        |                        |
| La Basse Fusnais    | La Lande Ozanne             | La Ville au Poc           | Launay Gou            | Le Gros Chêne          | Les Ouches         |                        |
| La Basse Gesmeraye* | La Maison Neuve             | La Ville Auvêque          | La Bas Quérault       | Le Gué Aufeuvre        | Les Petits Aulnais |                        |
| La Belle Epine      | La Mare Journaux            | La Ville aux Chevriers    | Le Beau Chêne         | Le Hel                 | Les Ros            |                        |
| La Belle Eschère    | La Martinais                | La Ville aux Fertots      | Le Bignon             | Le Plessix Blanc       | Les Rouvrais       |                        |
| La Boulais          | La Marvonnette              | La Ville aux Pierres      | Le Bois de Gourgouhou | Le Pont au Ladre       | Les Touches        |                        |

### Logement
En 2019, le nombre total de logements à Médréac était de 889.
Parmi ces logements, 83,1% étaient des résidences principales, 3,4% des résidences secondaires et 13,5 % des logements vacants. La proportion des résidences principales, propriétés de leurs occupants était de 73,6%.

### Voies de communication et transports

#### Réseau routier
La commune est traversée par trois routes départementales: la D61, la D21 et D220. Il y a également de nombreuses routes communales et rues.
Médréac est accessible par la route nationale 12 en prenant la sortie Quédillac, Bécherel, Médréac.

## Toponymie
Le nom de la localité est attesté sous les formes Modoriacum en 835 - 838,; Motoriac en 868,; Medreac en 1295 et 1448.
Selon Albert Dauzat, toponyme gallo-roman en -acum basé sur l'anthroponyme *Motorius (non attesté), variante du nom de personne latin Motarius.
Méderya en gallo.
Ses habitants sont appelés les Médréaciens et les Médréaciennes.

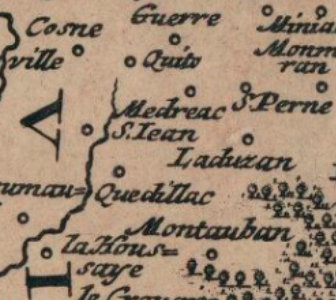
Extrait de la Tabula ducatus britanniae gallis (XVIIe siècle), où l’on peut lire "Médréac"

## Histoire

### Moyen Âge
Entre 841 et 848, Ridweten décida de léguer tout son patrimoine à l'Abbaye de Redon, comprenant les terres de Coëtbot, Lis Ros et Ran Bistlin. Ces terres devaient des rentes et des services à la noble Dame Roïantdreh, qui dut posséder les droits de machtiern, c'est-à-dire chef de plou (« paroisse »), et qui habitait à cette date à Maëlcat (aujourd'hui Plumaugat).
Conwoion, abbé de Redon, dut alors demander à cette dame de céder à l'abbaye de Redon tout ce qu'elle exigeait de ces terres, c'est-à-dire une redevance en grains, et une redevance en argent. Roïantdreh accepta et les tenanciers de ces terres situées en Motoriac, apprirent un matin de 863, cette donation. Enfin, en 872, le prêtre de Médréac, Catwotal, qui succéda à Ridweten, donna à l'abbaye le derniers tiers de la terre de Ran Bistlin.
Aux XIIIe siècle et XIVe siècle, Médréac constituait une vicomté, beau et grand fief, lequel était distrait de la baronnie de Bécherel. Elle s'étendait dans la paroisse de Médréac et ses environs, dès 1370, aux De Beaumont, originaires de Longaulnay,.

### Époque moderne
La seigneurie de Médréac fut démembrée de l'antique seigneur de Bécherel au début du XVIe siècle, tandis que les sires de Beaumanoir du Besso, alliés aux De Beaumont, en devinrent les propriétaires. L'un des propriétaires, Jacques de Beaumanoir, fut échanson du roi Francois Ier.
En 1590, la vicomté de Médréac fut achetée par le seigneur de la Costardais.
Cette seigneurie appartint ensuite aux Ferron et aux Glé. En 1679, Gabrielle Glé obtint du roi Louis XIV des lettres patentes unissant à la seigneurie de la Costardais, la vicomté de Médréac, le Fief des Nobles  de Médréac, la baronnie de Bécherel et la terre noble de Poudouvre en cette même paroisse. Le tout fut uni en une haute juridiction ou haute justice et la vicomté de Médréac disparut au profit du Comté de la Costardaye. La famille Glé et la seigneurie étaient à son apogée. Sept paroisses  et trente fiefs s'étendant sur Médréac, Guitté, La Chapelle Blanche, Quédillac, Saint Pern, Plouasne et Guenroc, en dépendaient. La haute juridiction s’exerçait dans le bourg de Médréac, qui était doté d'une prison et d'un auditoire. Gabrielle de Glé fut le dernier membre de la famille à tenir la seigneurie, puisqu'elle épousa le marquis de La Vallière.
La seigneurie, après le marquis de La Vallière passa dans les mains de Coëtmadeuc, des Querhoënt et enfin des De Langle. Jeanne de Robien, femme de Louis Jean De Langle fut la dernière Dame de Médréac,.

### Époque contemporaine
La Révolution a été une période particulièrement mouvementée à Médréac car une partie de la population participa à la Chouannerie. La 1ère cause est religieuse : la liberté religieuse n'est pas reconnue si bien que le recteur Mathurin Aubry est en exil, le vicaire Louis André Delaunay est en prison et les chapelains Pierre Tiengou et Jean Crespel doivent vivre dans la clandestinité. La foi est en péril. La 2ème cause est politique : sous l'influence de la noblesse, la population milite pour la restauration du roi.
Les premières émeutes se déroulèrent en mars 1793 lors de la levée de 300 000 hommes décrétée par la Convention le 24 février. Le contingent devait être de 26 hommes pour Médréac. Comme il n'y eut pas de volontaires, des citoyens furent tirés au sort. Tous les villages du canton de Montauban se mobilisèrent à Montauban pour montrer leur mécontentement. L'attroupement de Médréac fut conduit par le maire Gabriel Sévin. Les forces de polices rétablirent l'ordre à Montauban et les paroisses environnantes. La Convention lança un décret le 19 mars punissant de mort les émeutiers. Gabriel Sévin fut condamné à mort.
Dès 1794, la Chouannerie à Médréac s'organisa avec à sa tête Joseph Picot de Limoëlan. Leur combat prit la forme d'une guérilla contre les républicains. Un des évènements marquant fut le meurtre par les révolutionnaires de l'abbé Janvier, prêtre de Quédillac, des abbés Crespel et Tiengou, prêtres de Médréac le 22 février 1796,,,. Malgré des mesures menées par les révolutionnaires pour en finir avec l'interminable guerre comme l'installation  d'un cantonnement républicain en mai 1796 à Médréac, les troubles continuèrent jusqu'en 1801. En 1801, Médréac fut pacifiée par l'envoi de gendarmes et surtout par l'acte du premier consul proclamant la liberté des cultes et restaurant officiellement en France la religion catholique par le Concordat.
Pendant les Cents-jours, Louis XVIII envoya le marquis de la Boissière en mai 1815 en Bretagne pour organiser la résistance. Félicité de Botherel étant mort sous l'Empire, Henry Du Boishamon reçut, avec le brevet de colonel, l'ordre de prendre le commandement de la 6ème légion contre les bonapartistes. Elle fut maintenue en activité jusqu'au 10 septembre 1815,,.

## Politique et administration

### Rattachements administratifs et électoraux
Médréac appartient à l'arrondissement de Rennes et au canton de Montauban-de-Bretagne.
Pour l'élection des députés, la commune fait partie de la troisième circonscription d'Ille-et-Vilaine, représentée depuis 2022 par Claudia Rouaux (PS). De 1857 à 1958, Médréac appartenait à la circonscription de Monfort et de 1958 à 1986 à la deuxième circonscription d'Ille-et-Vilaine.
Sur le plan des institutions judiciaires, la commune relève du tribunal d'instance, du tribunal de grande instance, du tribunal pour enfants, du conseil de prud’hommes, du tribunal de commerce, de la cour d’appel et du tribunal administratif de Rennes et de la cour administrative d'appel de Nantes.

### Liste des maires
| Période       | Période                        | Identité                                     | Étiquette | Qualité           |
| ------------- | ------------------------------ | -------------------------------------------- | --------- | ----------------- |
| février 1790  | décembre 1792                  | Joseph Delaunay                              |           | Avocat            |
| décembre 1792 | mai 1793 (condamnation à mort) | Gabriel Sévin                                |           |                   |
| mai 1793      | 1795                           | Jean-Marie Tiengou                           |           |                   |
| 1800          | mai 1809 (décès)               | Joseph Delaunay                              |           |                   |
| 1809          | octobre 1830                   | Jean-Baptiste Collet                         |           |                   |
| octobre 1830  | octobre 1843                   | Jean-Baptiste Thomas                         |           | Notaire           |
| octobre 1843  | novembre 1846                  | René Lebourdais                              |           |                   |
| novembre 1846 | novembre 1860                  | Jean Ruault                                  |           |                   |
| novembre 1860 | mai 1871                       | Joseph Gaudin                                |           |                   |
| mai 1871      | octobre 1876                   | Joseph Carillet                              |           |                   |
| octobre 1876  | janvier 1886                   | Jean-Marie Terra                             |           |                   |
| janvier 1886  | juin 1888                      | Henri Dartois                                |           |                   |
| juin 1888     | mai 1896                       | Victor Crespel                               |           |                   |
| mai 1896      | mai 1912                       | Eugène Crespel                               |           | Cultivateur       |
| mai 1912      | octobre 1936                   | Joseph Carillet                              |           | Cultivateur       |
| novembre 1936 | mars 1944                      | Francois Grison                              |           |                   |
| mars 1944     | janvier 1945                   | Émile Gourga                                 |           |                   |
| janvier 1945  | mai 1945                       | Alain Ruault, Eugène Griel, Marcel Boulanger |           |                   |
| mai 1945      | juillet 1952 (démission)       | Émile Gourga                                 |           |                   |
| août 1952     | mars 1977                      | Roger Ribault                                |           |                   |
| mars 1977     | mars 1987 (décès)              | Gabriel Faramin                              |           | Épicier           |
| avril 1987    | mars 1989                      | Irène Faramin                                |           | Épicière          |
| mars 1989     | mai 2020                       | Jean-Claude Omnès                            | SE        | Chef d'entreprise |
| mai 2020      | En cours                       | Serge Collet                                 |           | Agriculteur       |

## Population et société
L'évolution du nombre d'habitants est connue à travers les recensements de la population effectués dans la commune depuis 1793. Pour les communes de moins de 10 000 habitants, une enquête de recensement portant sur toute la population est réalisée tous les cinq ans, les populations de référence des années intermédiaires étant quant à elles estimées par interpolation ou extrapolation. Pour la commune, le premier recensement exhaustif entrant dans le cadre du nouveau dispositif a été réalisé en 2007.
En 2022, la commune comptait 1 845 habitants, en évolution de +1,49 % par rapport à 2016 (Ille-et-Vilaine : +5,46 %, France hors Mayotte : +2,11 %).
| 1793  | 1800  | 1806  | 1821  | 1831  | 1836  | 1841  | 1846  | 1851  |
| ----- | ----- | ----- | ----- | ----- | ----- | ----- | ----- | ----- |
| 3 278 | 2 150 | 2 337 | 2 238 | 2 275 | 2 123 | 2 235 | 2 324 | 2 328 |

| 1856  | 1861  | 1866  | 1872  | 1876  | 1881  | 1886  | 1891  | 1896  |
| ----- | ----- | ----- | ----- | ----- | ----- | ----- | ----- | ----- |
| 2 285 | 2 289 | 2 423 | 2 450 | 2 544 | 2 527 | 2 547 | 2 650 | 2 757 |

| 1901  | 1906  | 1911  | 1921  | 1926  | 1931  | 1936  | 1946  | 1954  |
| ----- | ----- | ----- | ----- | ----- | ----- | ----- | ----- | ----- |
| 2 541 | 2 532 | 2 522 | 2 157 | 2 025 | 2 054 | 2 066 | 1 830 | 1 711 |

| 1962  | 1968  | 1975  | 1982  | 1990  | 1999  | 2006  | 2007  | 2012  |
| ----- | ----- | ----- | ----- | ----- | ----- | ----- | ----- | ----- |
| 1 654 | 1 631 | 1 556 | 1 512 | 1 460 | 1 495 | 1 758 | 1 795 | 1 829 |

| 2017  | 2022  | - | - | - | - | - | - | - |
| ----- | ----- | - | - | - | - | - | - | - |
| 1 827 | 1 845 | - | - | - | - | - | - | - |

|                        | 2007 | 2008 | 2009 | 2010 | 2011 | 2012 | 2013 | 2014 | 2015 | 2016 | 2017 | 2018 | 2019 | 2020 | 2021 | 2022 |
| ---------------------- | ---- | ---- | ---- | ---- | ---- | ---- | ---- | ---- | ---- | ---- | ---- | ---- | ---- | ---- | ---- | ---- |
| Naissances domiciliées | 27   | 27   | 31   | 31   | 26   | 30   | 23   | 18   | 23   | 19   | 26   | 20   | 20   | 17   | 18   |      |
| Décès domiciliés       | 15   | 15   | 8    | 11   | 23   | 19   | 24   | 21   | 21   | 22   | 19   | 23   | 22   | 18   | 21   |      |

## Équipements et services publics

### Enseignement
L'enseignement primaire à Médréac relève de l’académie de Rennes,.
Pour le calendrier des vacances scolaires, Médréac est en zone B.
| Niveau   | Public            | Privé              |
| -------- | ----------------- | ------------------ |
| Primaire | École des 7 loups | École Saint Joseph |

### Santé
En 2022, la ville compte trois médecins généralistes, un chirurgien dentiste, un ostéopathe, un masseur-kinésithérapeute et deux infirmières. On compte également une pharmacie et un Ehpad, l'établissement les Menhirs, pouvant accueillir 47 personnes,.

## Économie

### Revenus de la population
En 2019, le revenu moyen par ménage médréacien est de 21 480 € par an, ce qui est légèrement inférieur à la moyenne nationale de 22 040 € par an. Concernant la fiscalité, on ne dénombre aucun Médréacien redevable de l'impôt sur la fortune (ISF).

### Emploi
|                                                    | 2008 | %    | 2013 | %    | 2019 | %    |
| -------------------------------------------------- | ---- | ---- | ---- | ---- | ---- | ---- |
| Ensemble                                           | 780  | 100  | 804  | 100  | 809  | 100  |
| Travaillent:                                       |      |      |      |      |      |      |
| Dans la commune de résidence                       | 197  | 25,2 | 185  | 23,0 | 176  | 21,8 |
| Dans une commune autre que la commune de résidence | 584  | 74,8 | 619  | 77,0 | 633  | 78,2 |

## Culture locale et patrimoine

### Monuments historiques
Médréac possède quatre monuments historiques: trois sont issus du patrimoine architectural et un du patrimoine mobilier.

#### Site mégalithique
Tout au nord de la commune, à près de trois kilomètres du bourg près du lieu-dit le Chénot, on trouve un important site mégalithique érigé entre 5000 et 2500 avant Jésus-Christ :
- les Alignements de Lampouy, classés par arrêté du 18 septembre 1929[48] ;
- le menhir de la Roche Carrée, appelé aussi menhir du Chénot, classé par arrêté du 18 septembre 1929[49],[50].

Des fouilles effectuées sur le site vers 1930 et reprises en 2002 ont permis de découvrir quelques objets dignes d'intérêt: des grattoirs et des lamelles utilisées vers l'an 3000 avant Jésus-Christ, mais aussi des haches romaines, dont certains spécimens sont exposés au Musée de Bretagne à Rennes,.

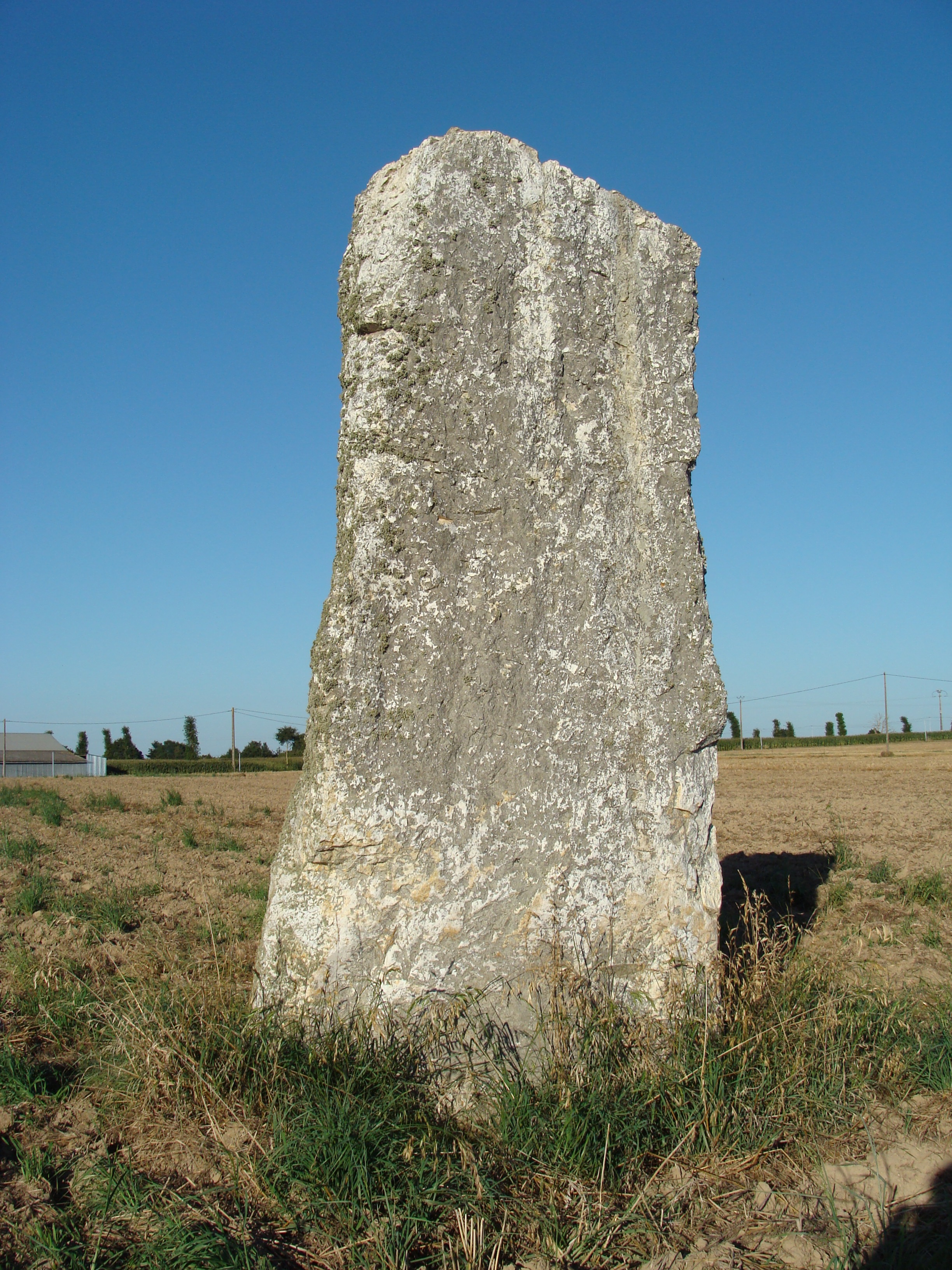
Menhir de la Roche Carrée.
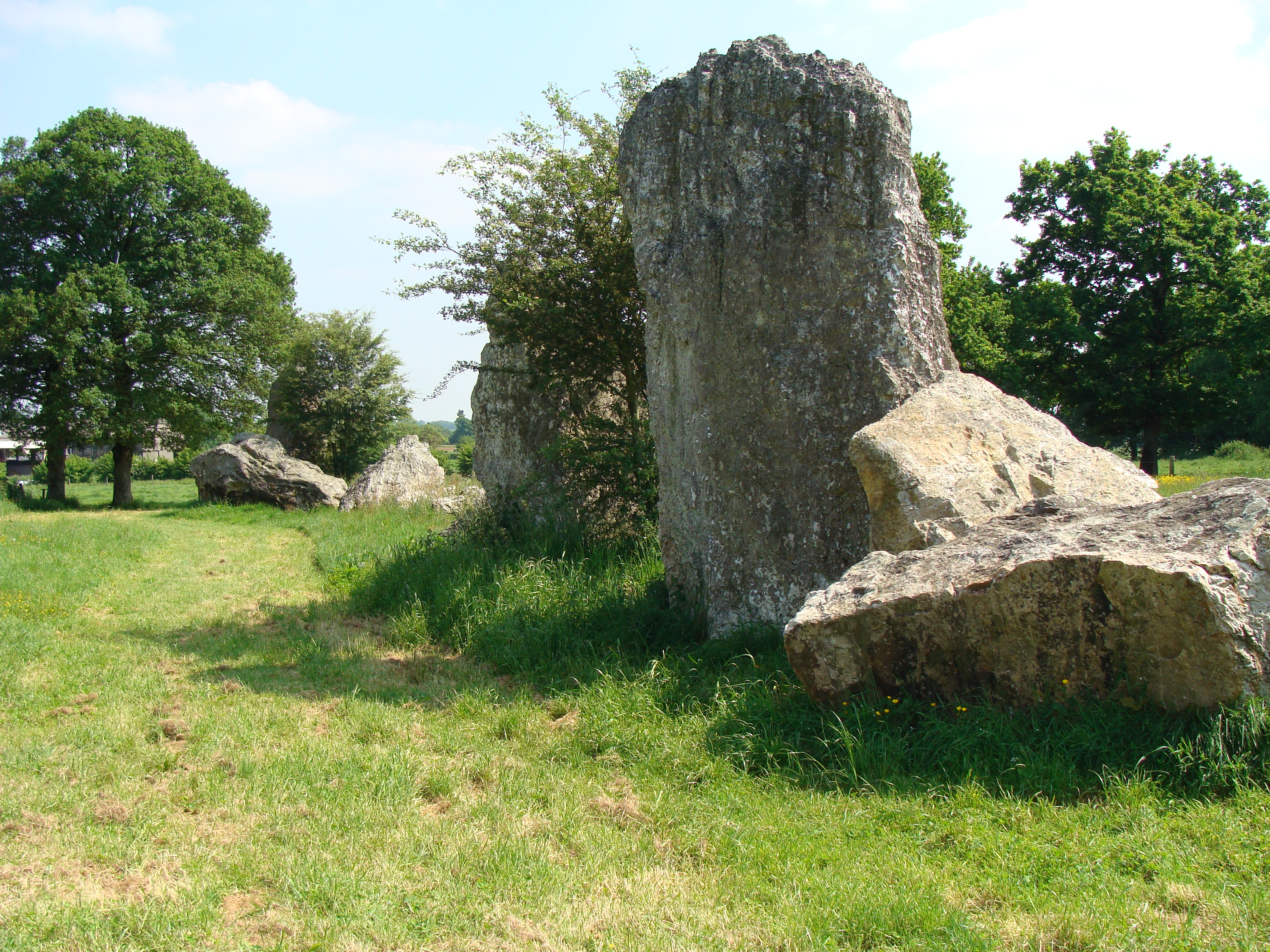
Partie de l'alignement de Lampouy.
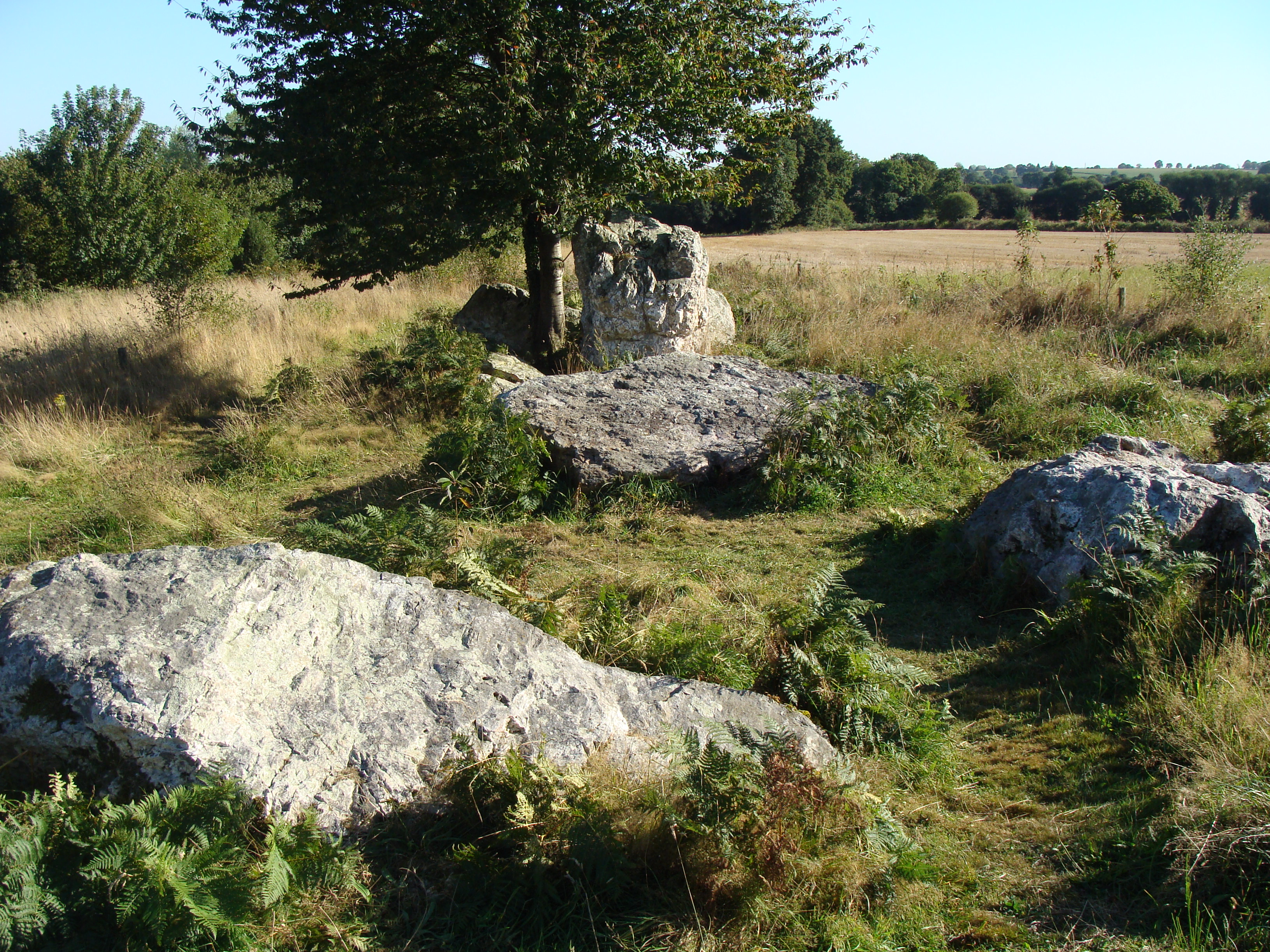
Partie de l'alignement de Lampouy.
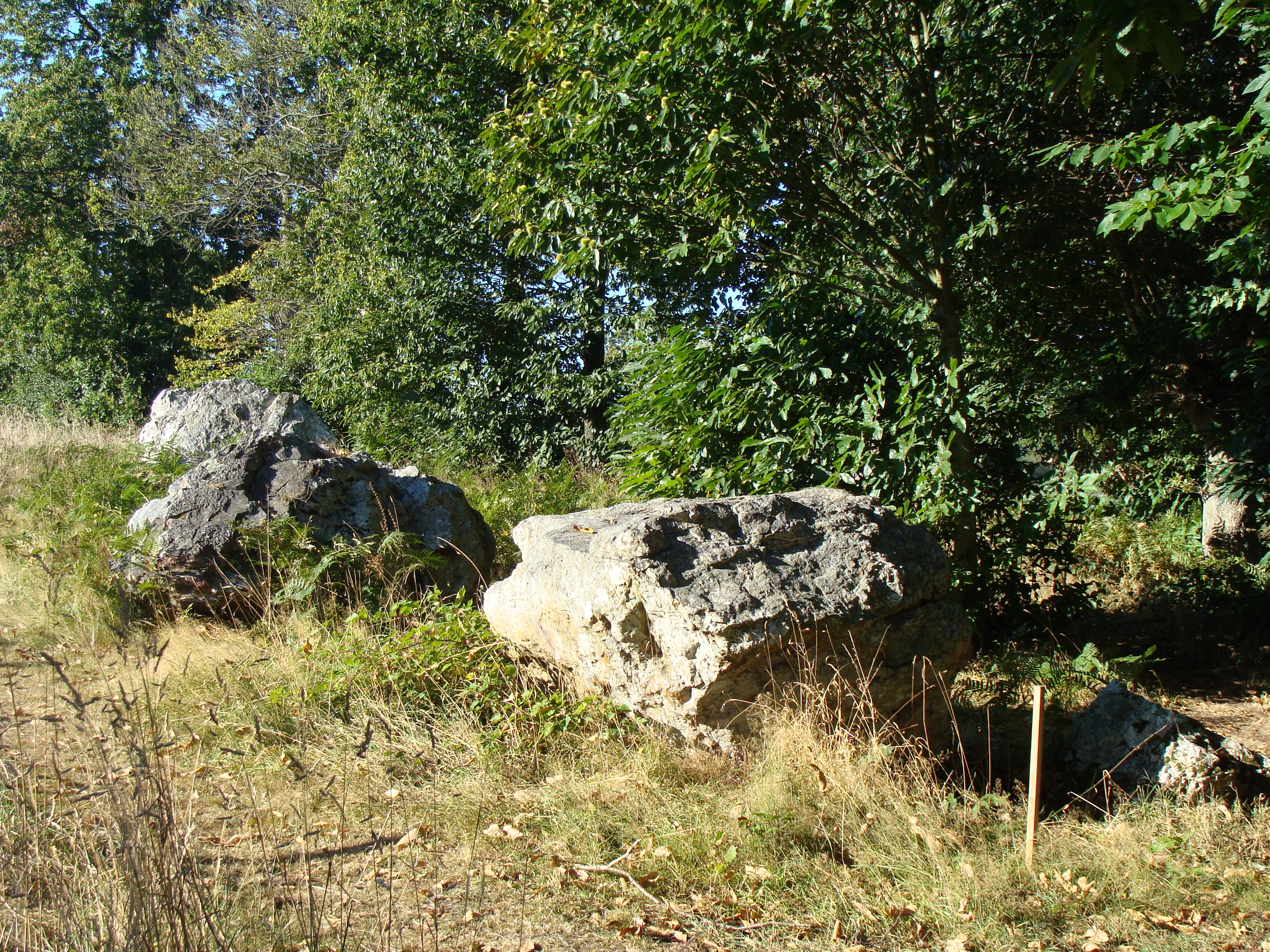
Partie de l'alignement de Lampouy.
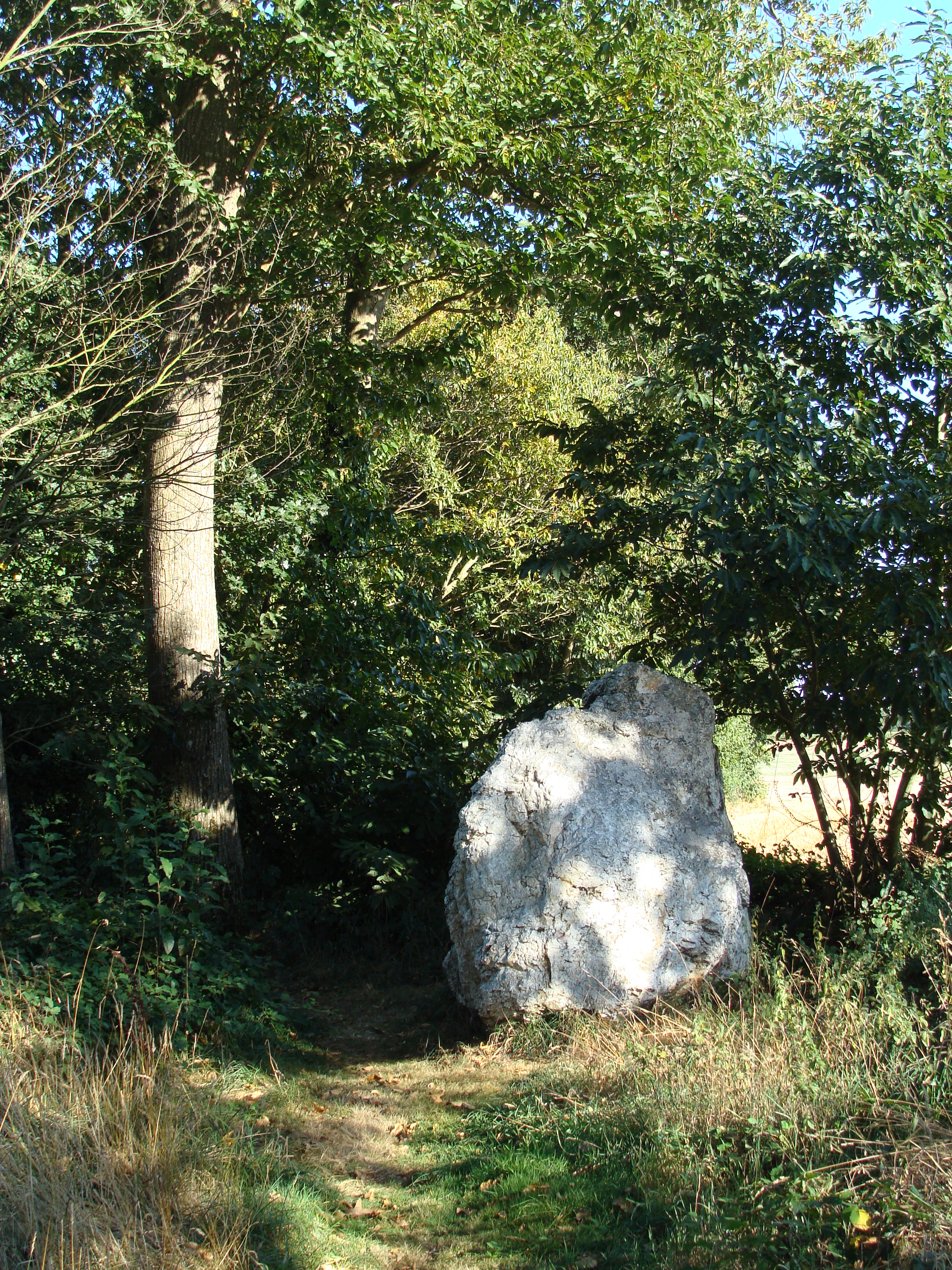
Partie de l'alignement de Lampouy.
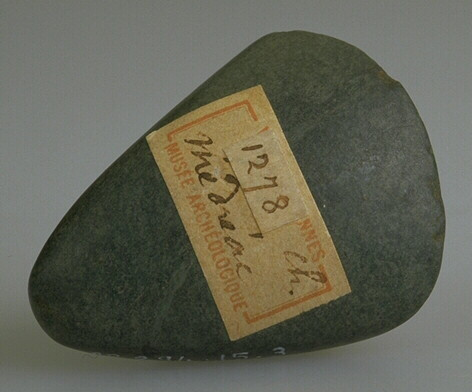
Herminette du Néolithique.

#### Croix du cimetière
La croix du cimetière, construite au XVIe siècle par Alain Piteau, a été classée par l’arrêté du 23 février 1912. Selon une note de l'abbé Sevin, parue dans le bulletin paroissial de juillet 192, la croix dressée en bordure du cimetière actuel, route de Bécherel, provient du précédent cimetière qui entourait l'église.

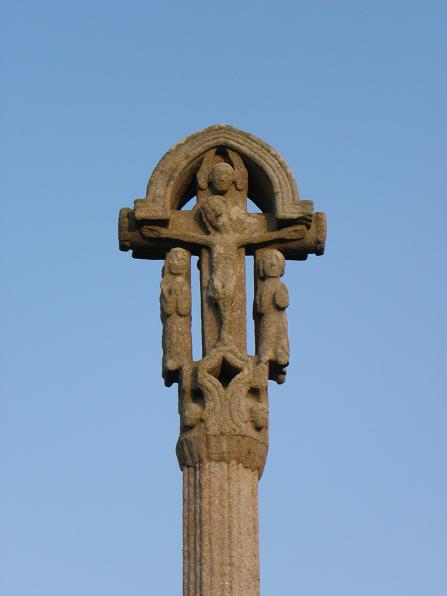
La croix du cimetière côté ouest.
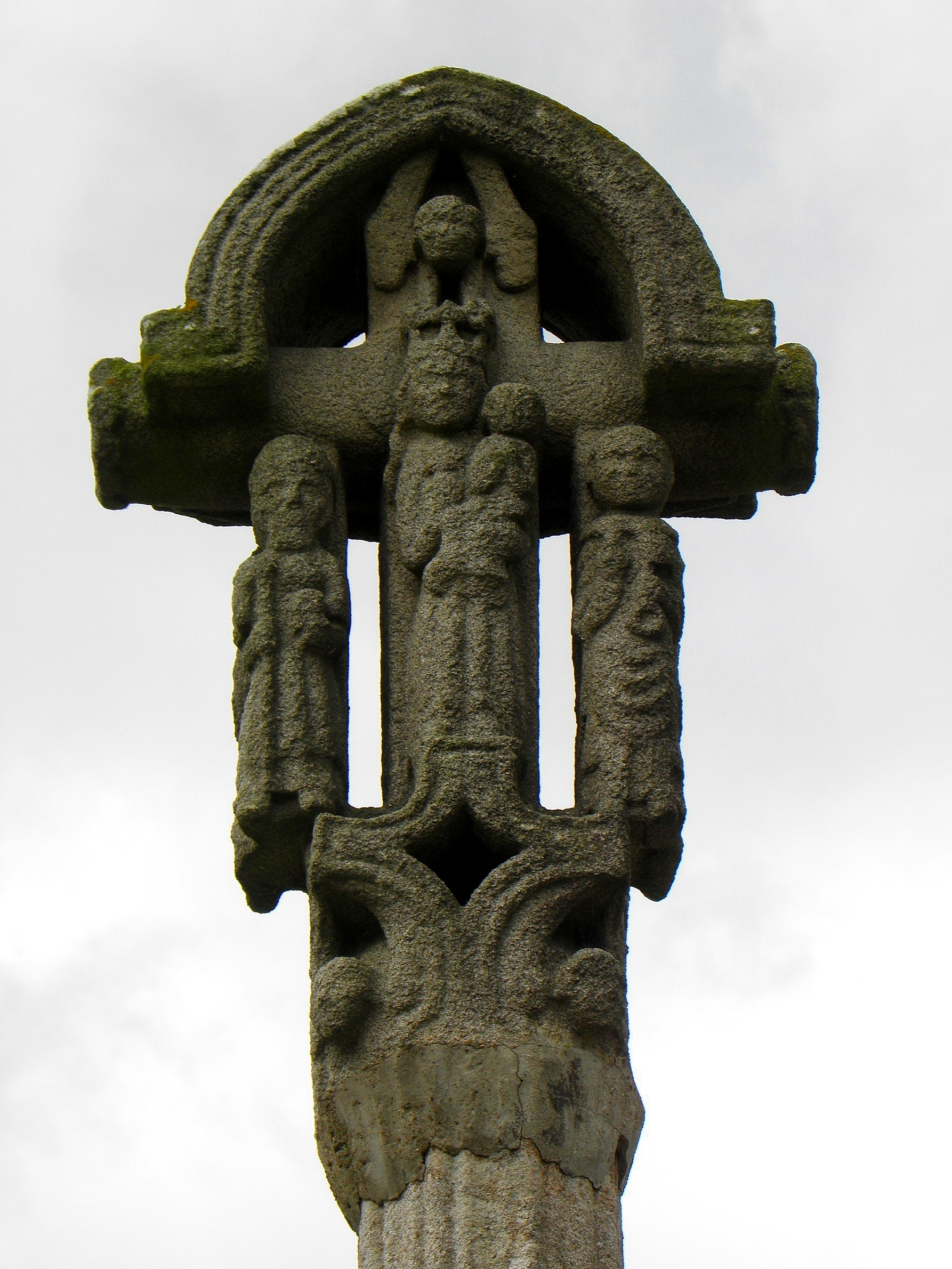
La croix du cimetière côté est.

#### Orgue
Construit par René Fiquémont, l'orgue a été inauguré le 13 septembre 1868. Il a ensuite été démonté au moment de la construction de la nouvelle église, et remonté en 1922 par Georges Claus. Il a été classé par l'arrêté du 14 décembre 2012.

Sur deux claviers et un pédalier, l'orgue comporte 12 jeux (11 réels et 1 emprunt), chacun pouvant être considéré comme un instrument de l'orchestre, pour un total de 530 tuyaux, en bois ou en étain,,,. Il a été restauré en 2021-2022 par Gwennin L'Haridon, facteur d'orgue installé à Forges de Lanouée (Morbihan).

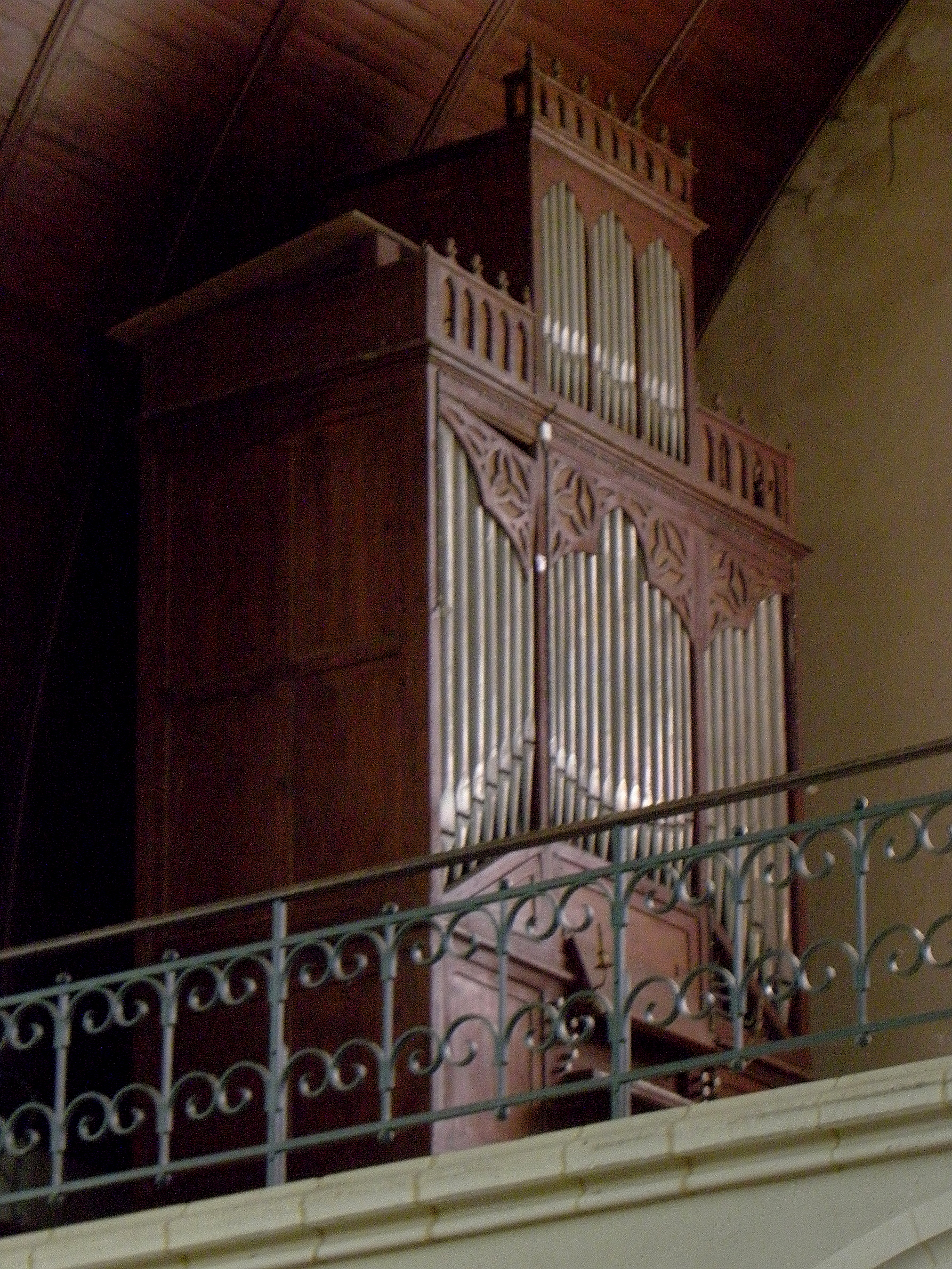
Orgue de l'église.

### Église
Trois églises ont vécu dans le centre du bourg. La première a dû être construite au huitième ou neuvième siècle.
Aux XVIe et XVIIe siècles, l'église est rebâtie et est consacrée en 1643 sous le nom d'église Saint-Pierre. Cette bâtisse possédait une tour carrée massive à l'ouest, une nef relativement étroite et deux chapelles asymétriques. Elle se trouvait surmontée d'un clocheton un peu affaissé à sa base sud, si bien qu'il penchait sérieusement. Sa porte principale était flamboyante et finement décorée. Sa façade sud  portait un cadran solaire et possédait une porte en arc brisé. Cette nouvelle église, même si elle demeurait plus grande que la précédente, était, manifestement, encore trop exiguë pour les 2500 habitants de Médréac. Ce furent alors les abbés Gernigon puis Sevin qui décidèrent de la construction d'une nouvelle église.

La nouvelle église fut achevée en fin d'année 1913. Cet ouvrage, dessiné par Arthur Regnault, fut remarquablement réussi, alliant élégance extérieure avec un clocher bien effilé, de surcroît décalé, somptuosité intérieure, clarté exceptionnelle et richesse des vitraux. Les abbés Gernigon et Sevin mériteront bien de reposer en cette église à la demande de la population. Notons que les armoiries de la famille noble Glé, sont visibles sur la façade est de l'église. De magnifiques pierres tombales reposent également dans l'entrée de la porte sud. Nombres d'ouvertures de cette église proviennent de l'ancienne,. 

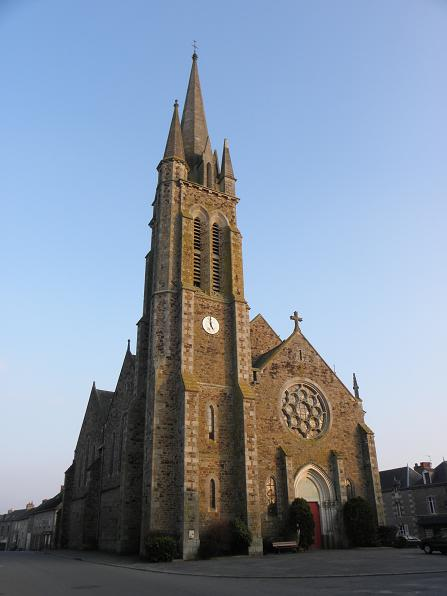
L'église Saint-Pierre de l'extérieur.
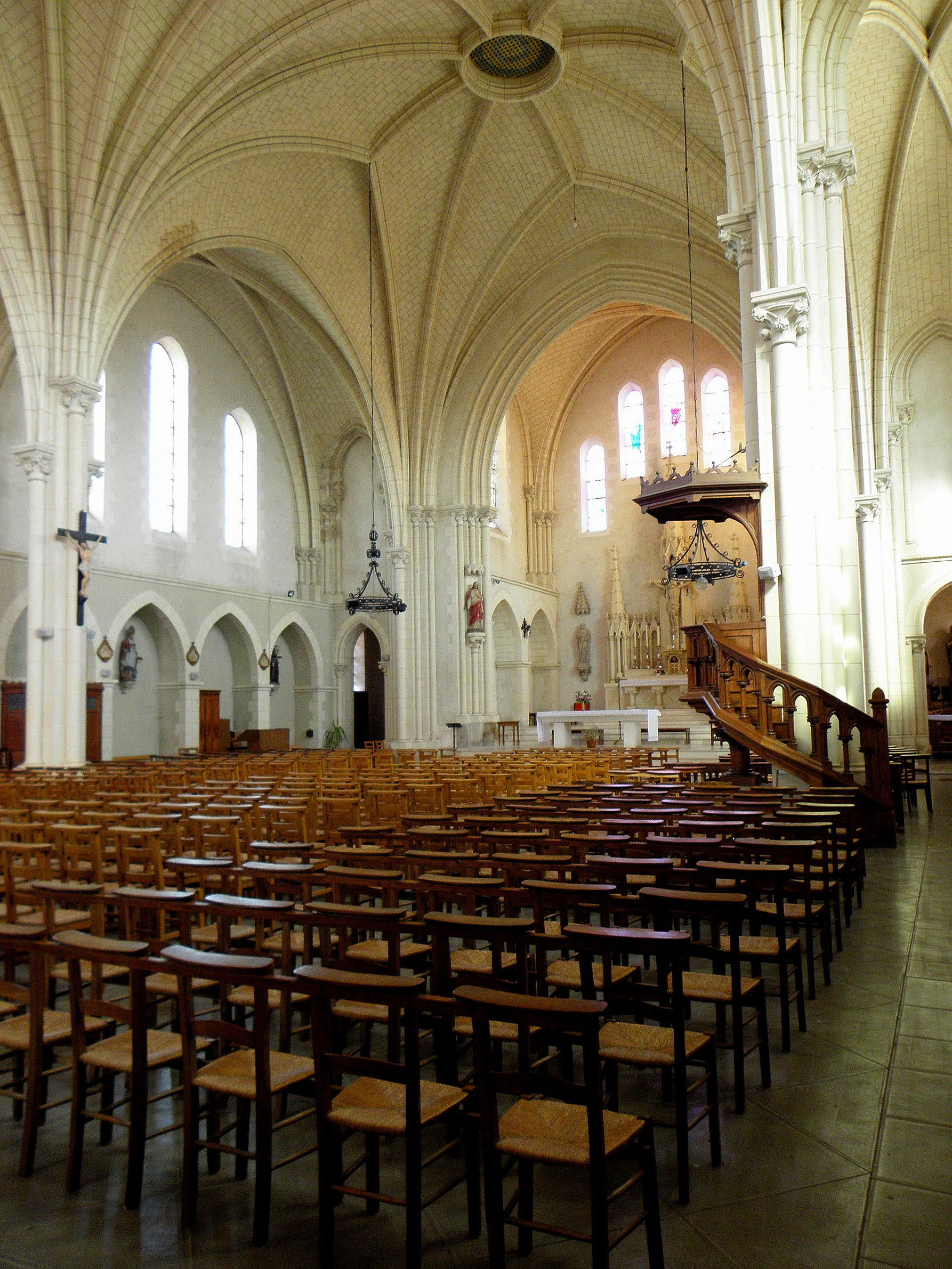
L'église Saint-Pierre de l'intérieur.
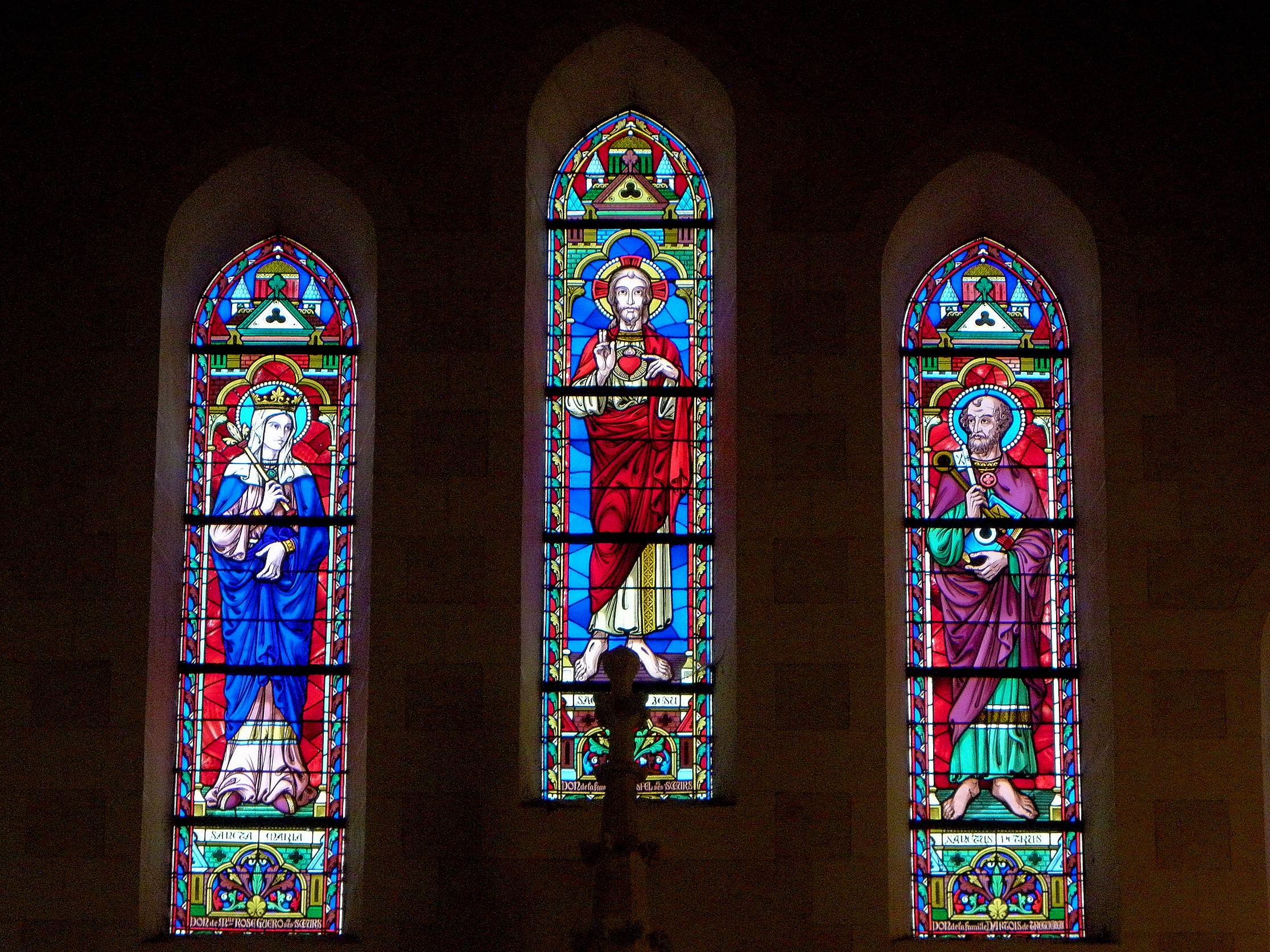
Vitraux dans l'église Saint-Pierre.
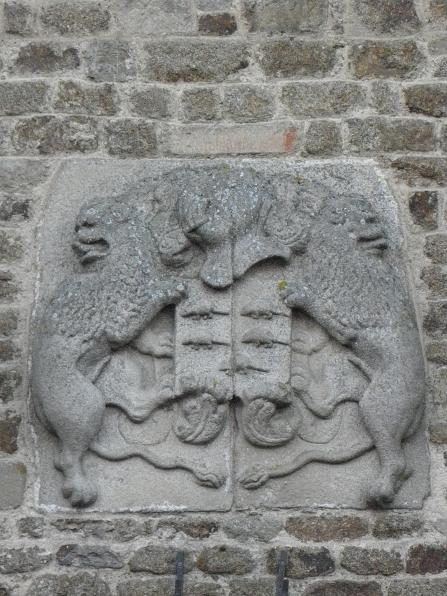
Armoiries de la famille Glé.

### Cimetière et lieux de mémoire

#### Cimetière
À la suite du décret impérial du 23 prairial an XII (12 juin 1804), obligeant le creusement de fosses séparées et le transfert des lieux de sépultures hors des agglomérations, le cimetière entourant l'église est transféré sur la route de Bécherel. La dernière inhumation dans le cimetière de l'église survint le 16 octobre 1884. Des travaux d’embellissement furent menés en 2013.
On peut remarquer à l'entrée deux lions portant les armoiries des Glé issus de l'ancienne église,.

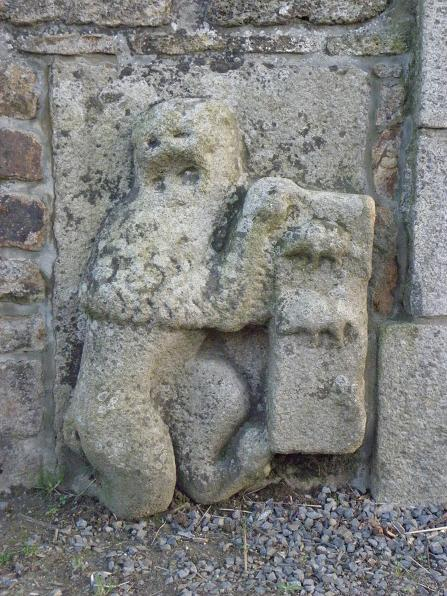
Bas relief de l'entrée du cimetière.
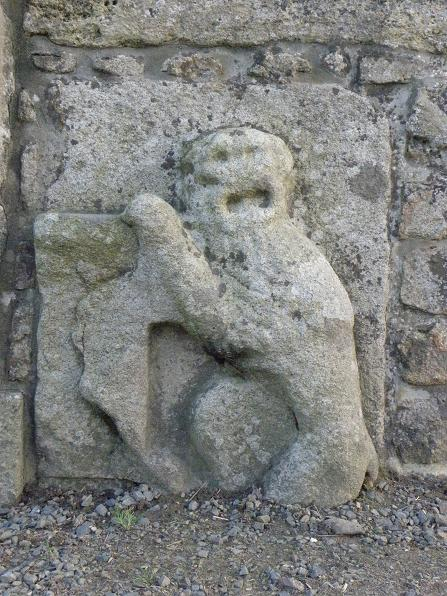
Bas relief de l'entrée du cimetière.

#### Lieux de mémoire
Médréac possède deux lieux de mémoire :
- Le monument aux morts situé place de la Mairie commémore les enfants de Médréac morts pour la France. Les noms des 113 soldats de Médréac morts pour la France lors de la Première Guerre mondiale sont gravés sur le marbre ainsi que 11 soldats morts pour la France lors du conflit de la Seconde Guerre mondiale et deux autres soldats lors de la guerre d'Algérie[57]. D'autre part, une plaque commémorative est apposée dans l'église Saint-Pierre de Médréac : « À la mémoire des enfants de la paroisse de Médréac morts pour la France - Honneur Devoir Foi Sacrifice - Morts pour la France »[58]. Par la loi du 25 octobre 1919, l'État lance le projet d'un livre d'or comprenant les noms de tous ces héros jusqu'alors anonymes[59], qui serait déposé au Panthéon. Le ministère des Pensions, nouvellement créé, est chargé d'établir, à partir du fichier existant, la liste des morts pour la France de chaque commune.
- Le carré militaire de la guerre 14-18, situé dans le cimetière communal.

### Autres sites et monuments
- La grotte à Gabillard, lieu de refuge de Jean Julien Gabillard, ancien résistant chouan[4].
- Le château de la Costardais, construit en 1564, fut détruit dans les années 1930 pour cause de délabrement. Le puits, la basse-cour et la grange sont les seuls vestiges de la propriété[24],[18].
- La gare de Médréac, située sur l’ancienne ligne La Brohinière − Dinan, fut ouverte en 1896. Elle tourna à plein régime jusqu'à la Seconde Guerre mondiale, puis son trafic alla toujours en s'amenuisant. Désaffectée depuis 1983, elle a été réhabilitée pour y installer un espace muséographique. La voie ferrée accueille un parcours de « vélo-rail »[60],[24].

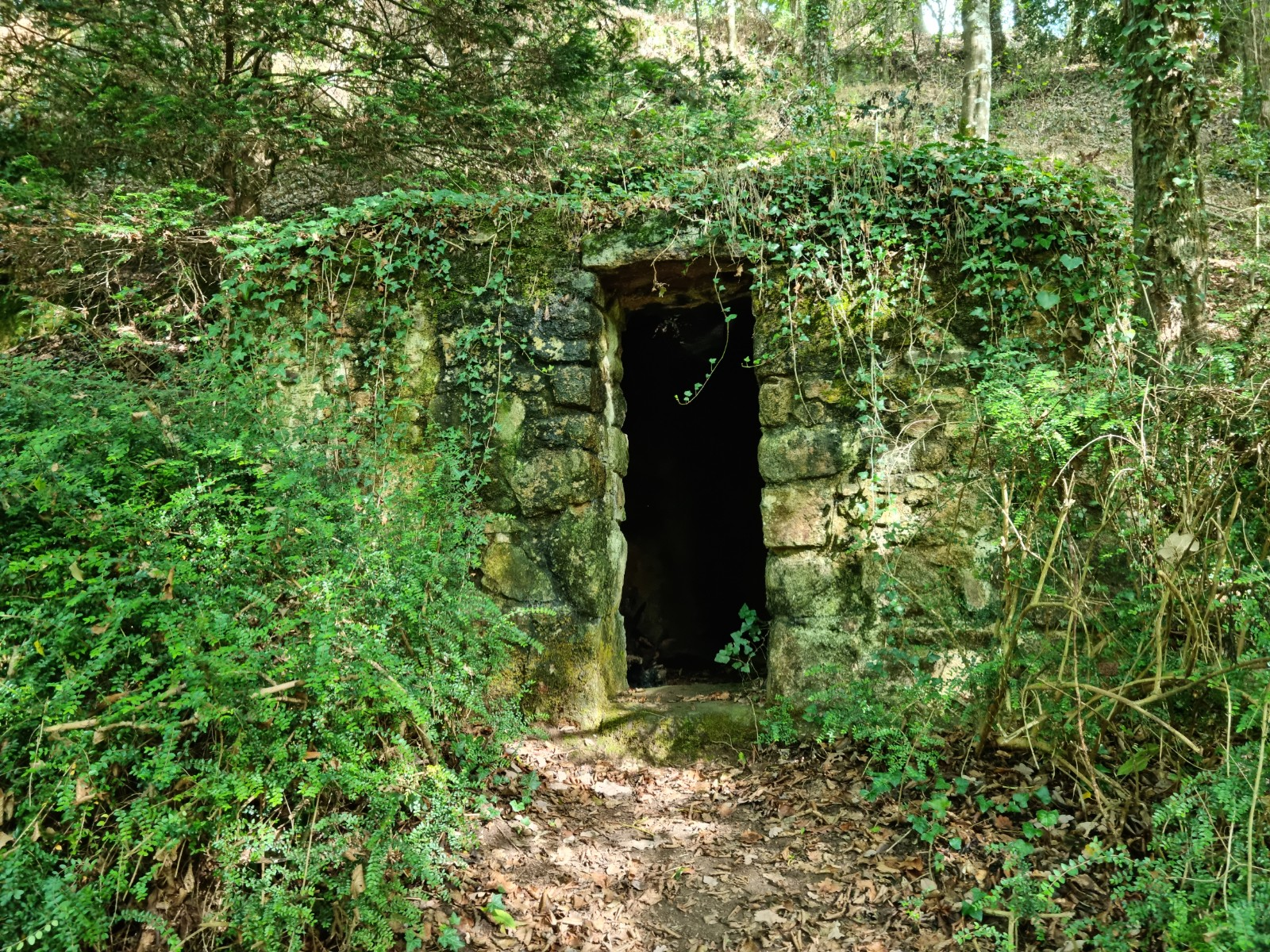
La grotte à Gabillard.
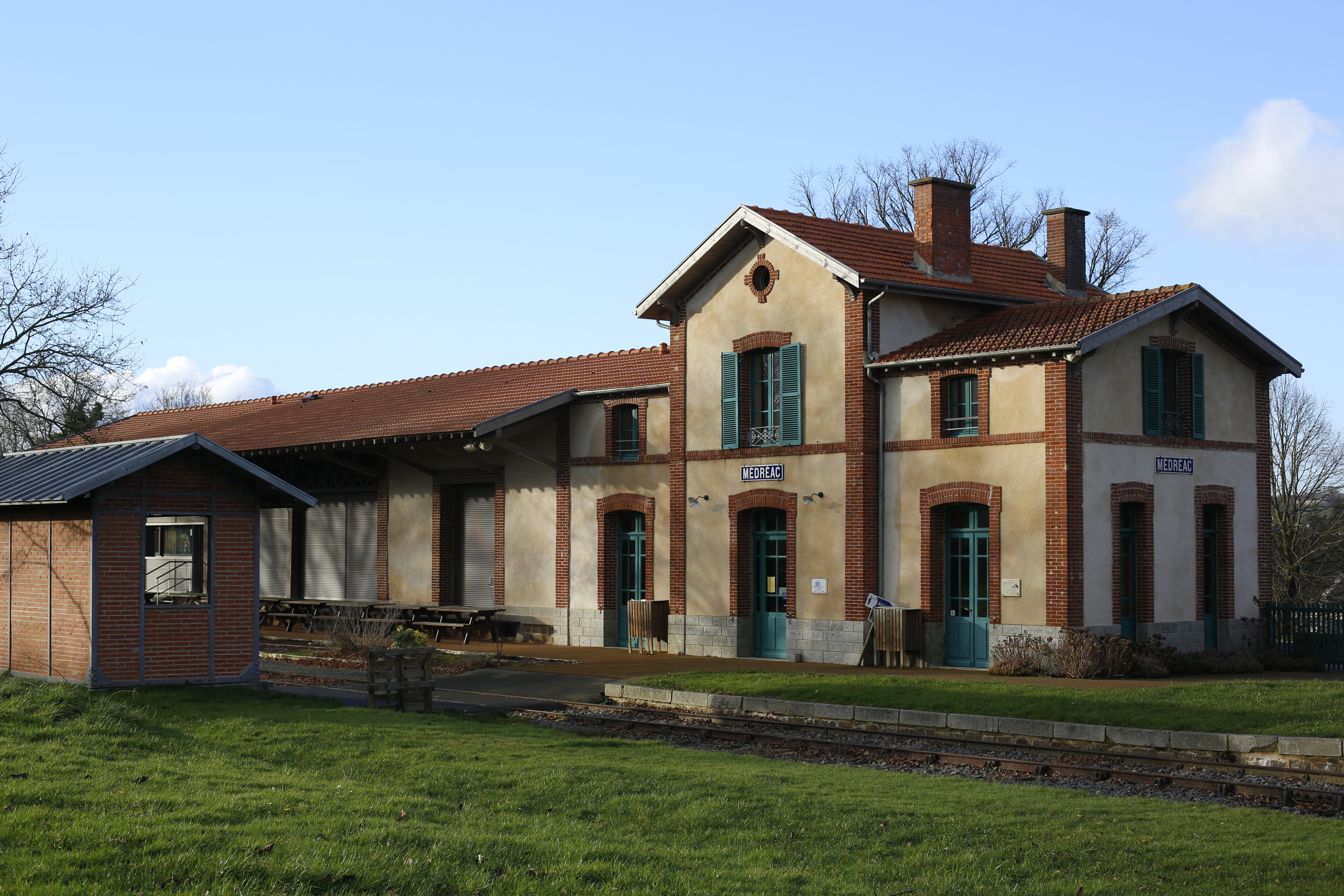
La gare.

### Personnalités liées à la commune
- Frédéric Guesdon (né en 1971), coureur cycliste, a passé son enfance à Médréac[61].
- Jean de Largentaye (né en 1903), a habité au château de la Costardais.
- Augustin Latimier de Clésieux (né en 1797), a habité au château de la Costardais.
- Henri du Boishamon (né en 1776), un des chefs chouans de Médréac.
- Félicité de Botherel (né en 1770), un des chefs chouans de Médréac.
- Jean Gabillard (né en 1768), un des chefs chouans de Médréac[24].
- Joseph Picot de Limoëlan (né en 1768), un des chefs chouans de Médréac.
- François-René de Chateaubriand (né en 1768), écrivain et petit-fils d'une Médréacienne[62].
- Antoine-Henry d'Amphernet de Pontbellanger (né en 1759), chef chouan tué à Médréac[63].
- Joseph de Puisaye (né en 1755), chef chouan de passage à Médréac[64].
- Marguerite d'Youville (née en 1701), religieuse catholique et fille d'un Médréacien ayant migré au Québec en 1685[65].
- Jean François de La Baume Le Blanc (né en 1642), frère de Louise de La Vallière et propriétaire du château de la Costardais en 1649[18],[66]
- Alain de Beaumont, compagnon de guerre de Bertrand Duguesclin[67],[68].
- Olivier de la Feuillée, chevalier ayant combattu à Azincourt[25],[67].

### Médréac dans les arts
Médréac a été une source d'inspiration pour Emile Bernard qui, lors de son passage dans la commune en 1891, peignit les habitants à la sortie de la messe.
Kirjuhel dénonce dans sa chanson Kemperlé-Médréac le renvoi de l'institutrice Mlle Annick Araujo en 1970 parce qu'elle était enceinte et non-mariée.

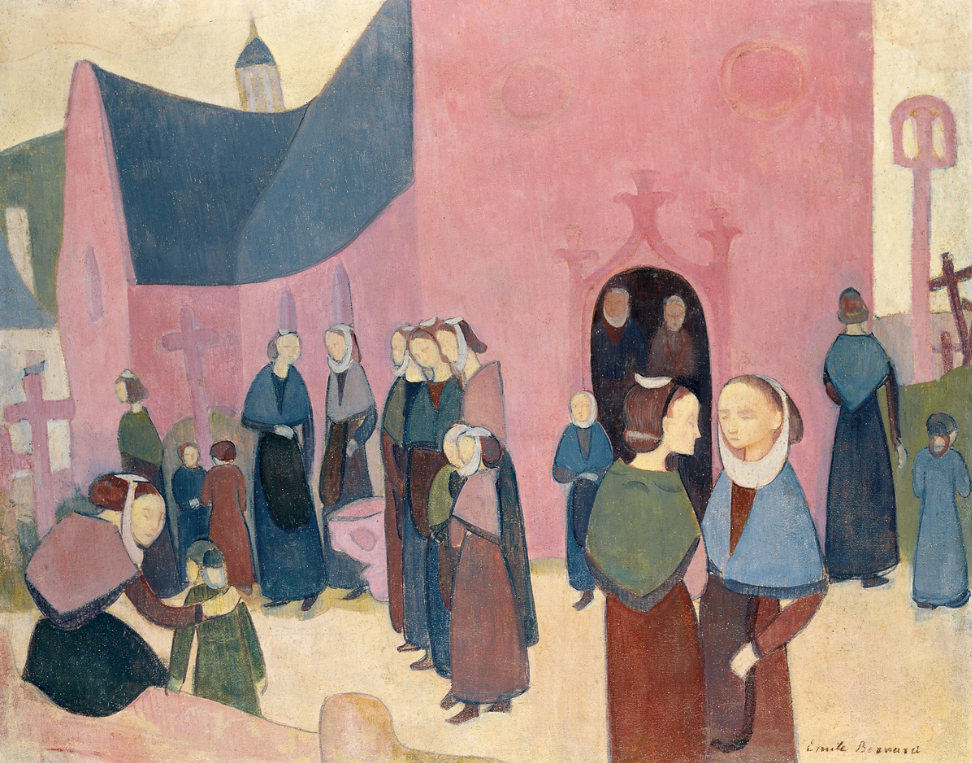
Émile Bernard, Sortie d'église de Médréac (1891), musée des beaux-arts de Quimper.

#### Livres généraux
- Allée Christophe, Médréac, Médréaciens, votre histoire, 1992.
- Verger Joseph, Si Médréac m'était conté, Yellow Concept, 2013.

#### Livres spécialisés
- Lemasson Auguste, Souvenirs de la Révolution et de la Restauration: Stevenot le forçat-colonel, les chouans de la division Médréac-St-Méen, 1936.
- Neveu Emmanuel, La Chouannerie, 1972.

#### Mémoires
- Piel Sandrine, Les prénoms à Bécherel, Landujean, Médréac et Romillé de 1690 à 1850, 1997.
- Tual Jimmy, Religion et cultures dans une paroisse d'Ille-et-Vilaine au 19e siècle : Médréac (1801-1906), 2004.